# سیمئون هاخومیان
سیمئون تیگرانی هاخومیان (ارمنی: Սեմյոն Տիգրանի Հախումյան؛ زادهٔ ۱۷ فوریهٔ ۱۹۳۰ - درگذشته ۱۶ مهٔ ۲۰۱۶) یک نویسنده و سیاستمدار اهل ارمنستان بود که از تاریخ ۱۹۷۳ تا تاریخ ۱۹۸۹ سمت وزیر آموزش و پرورش ارمنستان شوروی را برعهده داشت.

## زندگی‌نامه
در ۱۷ فوریهٔ ۱۹۳۰ ‏در ایروان به دنیا آمد و از دانشگاه دولتی ایروان فارغ‌التحصیل شد. وی همچنین برنده نشان پرچم سرخ کار (۱۹۸۶), جایزه دولتی ارمنستان شوروی (۱۹۸۸), مدال موسس خورناتسی (۲۰۰۰) و آموزگار شایسته ارمنستان شوروی (۲۰۱۱) شده‌است. هاخومیان عضو اتحادیه نویسندگان شوروی بود. وی در ۱۶ مهٔ ۲۰۱۶ در سن ۸۶ سالگی درگذشت.